# 시에르핀스키 카펫

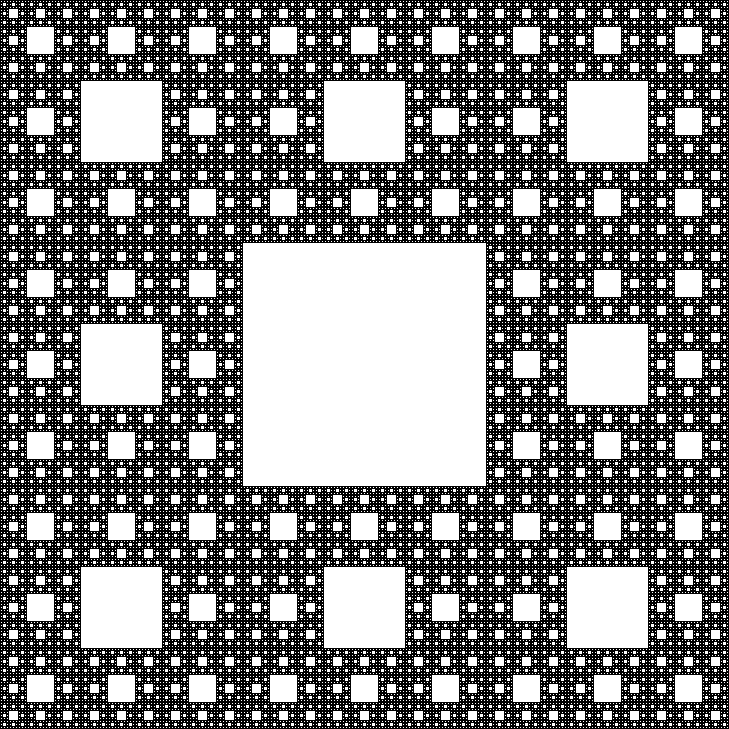
시어핀스키 카펫

시에르핀스키 카펫(Sierpinski carpet)은 프랙탈 도형의 일종이다.
정사각형을 그리고 가로로 3등분, 세로로 3등분하여 9개의 정사각형을 만든 뒤, 가운데에 있는 정사각형을 제거하는 것을 반복한다.

## 같이 보기
- 시에르핀스키 삼각형
- 멩거 스펀지

## 참고
- 프랙탈과 카오스, 안대영 ; 교우사 ; ISBN 978-89-8172-947-9(2015.3.5), 221쪽